# Předměřice nad Labem
Předměřice nad Labem (en allemand : Predmeritz an der Elbe) est une commune du district de Hradec Králové, dans la région de Hradec Králové, en République tchèque. Sa population s'élevait à 1 841 habitants en 2022.

## Géographie
Předměřice nad Labem est arrosée par l'Elbe et se trouve à 6 km au nord du centre de Hradec Králové et à 101 km à l'est-nord-est de Prague.
La commune est limitée par Neděliště et Lochenice au nord, par Hradec Králové à l'est et au sud, et par Světí à l'ouest.

## Histoire
La première mention écrite de la localité date de 1397.

## Galerie

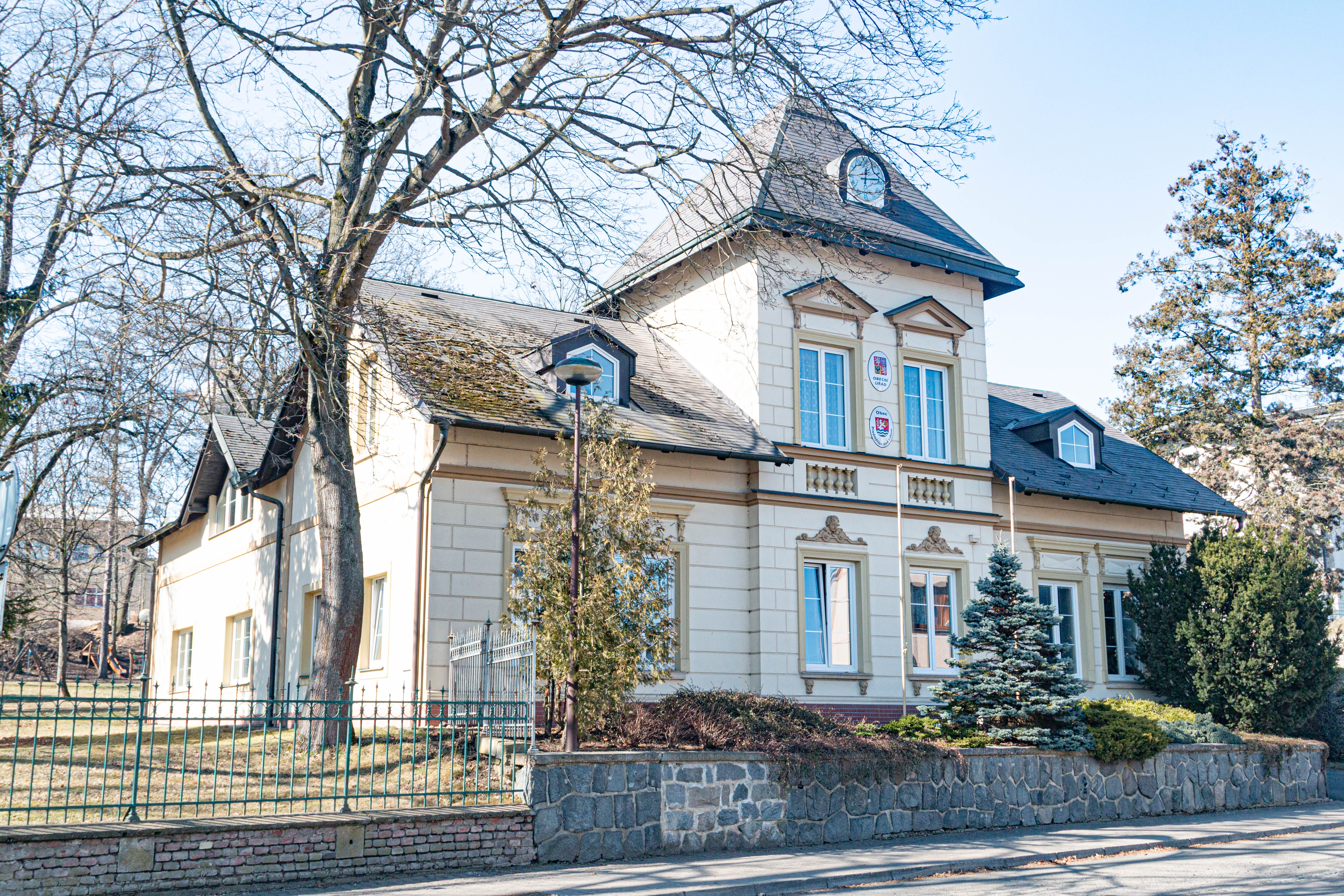
Předměřice nad Labem : la mairie.
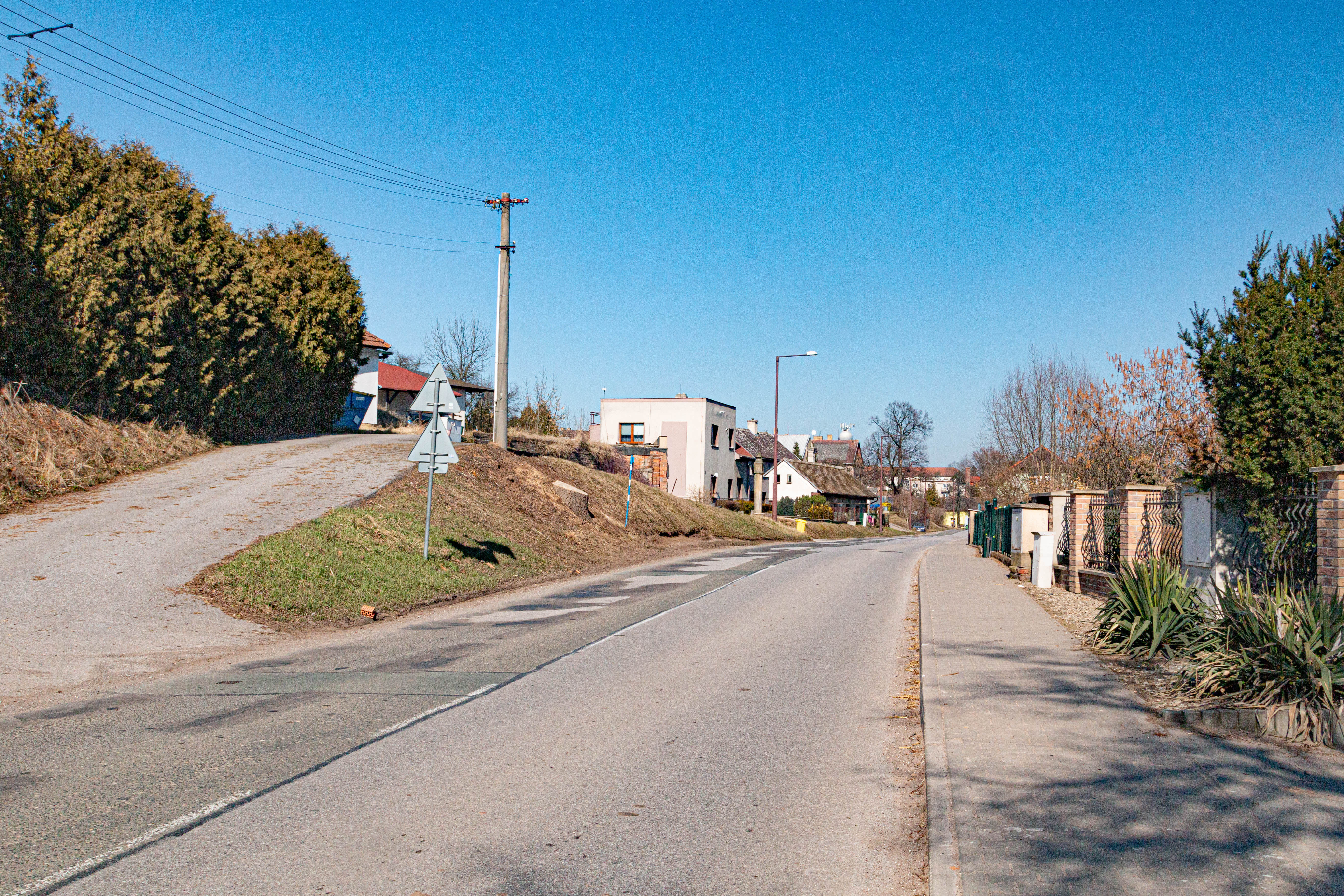
La rue Hradecká.

## Transports
Par la route, Předměřice nad Labem se trouve à 7,5 km de Hradec Králové et à 121 km de Prague. 